# Campeonato de Primera A 2022 (AFLP)
El Campeonato Paceño de Fútbol 2022 (o también conocido como Torneo Primera "A" 2022) fue una temporada organizada por la Asociación de Fútbol de La Paz en la gestión 2022. La temporada arrancó el 14 de mayo, y culminó el 26 de noviembre.

## Equipos participantes
| Equipo              | Ciudad  | Fecha de fundación       | Estadio                         | Capacidad |
| ------------------- | ------- | ------------------------ | ------------------------------- | --------- |
| 31 de Octubre       | La Paz  | 21 de noviembre de 1954  | Complejo Calacoto               | 2.000     |
| ABB                 | La Paz  | 28 de junio de 1985      | Complejo Alto Irpavi            | 2.000     |
| Chaco Petrolero     | El Alto | 15 de abril de 1944      | Complejo Ciudad Satélite        | 2.000     |
| Deportivo FATIC     | El Alto | 25 de marzo de 2000      | Estadio Municipal de El Alto    | 25.000    |
| Deportivo ICC       | La Paz  | 7 de enero de 2009       | Cancha José Buezo               | 1.000     |
| Deportivo Litoral   | La Paz  | 23 de marzo de 1932      | Complejo Deportivo Litoral      | 1.000     |
| Hiska Nacional      | La Paz  | 22 de febrero de 1914    | Cancha López Marruzzi Pura Pura | 2.000     |
| LDV Copacabana      | La Paz  | ?                        | Cancha Villa Copacabana         | 1.000     |
| Real Palcoma        | La Paz  | ?                        | Complejo Calacoto               | 2.000     |
| Unión Maestranza    | Viacha  | 6 de agosto de 1922      | Estadio Municipal de Viacha     | 8.000     |
| Universitario       | La Paz  | 23 de septiembre de 1922 | Complejo Calacoto               | 2.000     |
| Virgen de Chijipata | Laja    | 20 de octubre de 2011    | Estadio Municipal de Laja       | 1.000     |
| White Star          | La Paz  | 18 de abril de 1941      | Cancha Llojeta Bajo             | 1.000     |

## Tabla de posiciones
| Pos. | Equipo              | Pts. | PJ | G  | E | P  | GF | GC | Dif. | Clasificación                                    |
| ---- | ------------------- | ---- | -- | -- | - | -- | -- | -- | ---- | ------------------------------------------------ |
| 1    | Deportivo FATIC     | 56   | 24 | 17 | 5 | 2  | 80 | 19 | +61  | Campeón Clasificado a la Copa Simón Bolívar 2023 |
| 2    | ABB                 | 54   | 24 | 18 | 0 | 6  | 66 | 29 | +37  | Clasificado a la Copa Simón Bolívar 2023         |
| 3    | Chaco Petrolero     | 42   | 24 | 12 | 6 | 6  | 51 | 36 | +15  | Clasificado a la Copa Simón Bolívar 2023         |
| 4    | Hiska Nacional      | 40   | 24 | 12 | 4 | 8  | 47 | 38 | +9   | Clasificado a la Copa Simón Bolívar 2023         |
| 5    | White Star          | 40   | 24 | 12 | 4 | 8  | 46 | 46 | 0    |                                                  |
| 6    | Virgen de Chijipata | 38   | 24 | 11 | 5 | 8  | 44 | 40 | +4   |                                                  |
| 7    | Universitario       | 36   | 24 | 10 | 6 | 8  | 54 | 48 | +6   |                                                  |
| 8    | Unión Maestranza    | 30   | 24 | 8  | 6 | 10 | 42 | 53 | −11  |                                                  |
| 9    | Deportivo ICC       | 25   | 24 | 6  | 7 | 11 | 41 | 62 | −21  |                                                  |
| 10   | LDV Copacabana      | 24   | 24 | 6  | 6 | 12 | 28 | 41 | −13  |                                                  |
| 11   | Real Palcoma        | 19   | 24 | 5  | 4 | 15 | 35 | 67 | −32  |                                                  |
| 12   | 31 de Octubre       | 17   | 24 | 5  | 2 | 17 | 25 | 50 | −25  | Definición por el descenso indirecto             |
| 13   | Litoral             | 17   | 24 | 4  | 5 | 15 | 34 | 64 | −30  | Descenso directo a a la Primera "B"              |

Actualizado a los partidos jugados el 26 de noviembre de 2022.
 Fuente: Asociación de Fútbol de La Paz

## Torneo Único

### Resultados
| Fecha 1         | Fecha 1   | Fecha 1             | Fecha 1                   | Fecha 1    | Fecha 1 | Fecha 1 |
| Local           | Resultado | Visitante           | Estadio                   | Fecha      | Hora    |         |
| --------------- | --------- | ------------------- | ------------------------- | ---------- | ------- | ------- |
| LDV Copacabana  | 2 - 3     | Hiska Nacional      | Complejo Calacoto, La Paz | 14 de mayo | 09:00   |         |
| Deportivo ICC   | 1 - 3     | Virgen de Chijipata | Complejo Calacoto, La Paz | 14 de mayo | 11:00   |         |
| Deportivo FATIC | 8 - 2     | Unión Maestranza    | Complejo Calacoto, La Paz | 14 de mayo | 13:00   |         |
| Real Palcoma    | 2 - 1     | Universitario       | Complejo Calacoto, La Paz | 15 de mayo | 09:00   |         |
| White Star      | 1 - 0     | Litoral             | Complejo Calacoto, La Paz | 15 de mayo | 11:00   |         |
| Chaco Petrolero | 2 - 1     | 31 de Octubre       | Complejo Calacoto, La Paz | 15 de mayo | 13:00   |         |
| Libre: ABB      |           |                     |                           |            |         |         |

| Fecha 2                 | Fecha 2   | Fecha 2         | Fecha 2                   | Fecha 2    | Fecha 2 | Fecha 2 |
| Local                   | Resultado | Visitante       | Estadio                   | Fecha      | Hora    |         |
| ----------------------- | --------- | --------------- | ------------------------- | ---------- | ------- | ------- |
| Universitario           | 2 - 0     | Deportivo FATIC | Cancha José Buezo, La Paz | 21 de mayo | 11:00   |         |
| Virgen de Chijipata     | 3 - 2     | LDV Copacabana  | Cancha José Buezo, La Paz | 21 de mayo | 13:00   |         |
| Litoral                 | 2 - 2     | Real Palcoma    | Cancha José Buezo, La Paz | 21 de mayo | 15:00   |         |
| Hiska Nacional          | 3 - 0     | Chaco Petrolero | Complejo Calacoto, La Paz | 21 de mayo | 11:00   |         |
| ABB                     | 1 - 2     | Deportivo ICC   | Complejo Calacoto, La Paz | 21 de mayo | 13:00   |         |
| 31 de Octubre           | 1 - 2     | White Star      | Complejo Calacoto, La Paz | 21 de mayo | 15:00   |         |
| Libre: Unión Maestranza |           |                 |                           |            |         |         |

| Fecha 3              | Fecha 3   | Fecha 3             | Fecha 3                         | Fecha 3    | Fecha 3 | Fecha 3 |
| Local                | Resultado | Visitante           | Estadio                         | Fecha      | Hora    |         |
| -------------------- | --------- | ------------------- | ------------------------------- | ---------- | ------- | ------- |
| Real Palcoma         | 1 - 2     | 31 de Octubre       | Complejo Calacoto, La Paz       | 28 de mayo | 13:00   |         |
| LDV Copacabana       | 0 - 2     | ABB                 | Complejo Calacoto, La Paz       | 28 de mayo | 15:00   |         |
| White Star           | 0 - 5     | Hiska Nacional      | Cancha José Buezo, La Paz       | 28 de mayo | 13:00   |         |
| Chaco Petrolero      | 4 - 1     | Virgen de Chijipata | Cancha José Buezo, La Paz       | 28 de mayo | 15:00   |         |
| Unión Maestranza     | 2 - 1     | Universitario       | Municipal "Jayu P'uchu", Viacha | 29 de mayo | 11:00   |         |
| Deportivo FATIC      | 4 - 0     | Litoral             | Cosmos 79, El Alto              | 29 de mayo | 15:00   |         |
| Libre: Deportivo ICC |           |                     |                                 |            |         |         |

| Fecha 4              | Fecha 4   | Fecha 4          | Fecha 4                   | Fecha 4    | Fecha 4 | Fecha 4 |
| Local                | Resultado | Visitante        | Estadio                   | Fecha      | Hora    |         |
| -------------------- | --------- | ---------------- | ------------------------- | ---------- | ------- | ------- |
| 31 de Octubre        | 0 - 3     | Deportivo FATIC  | Complejo Calacoto, La Paz | 4 de junio | 11:00   |         |
| Virgen de Chijipata  | 2 - 2     | White Star       | Complejo Calacoto, La Paz | 4 de junio | 13:00   |         |
| Hiska Nacional       | 1 - 0     | Real Palcoma     | Complejo Calacoto, La Paz | 4 de junio | 15:00   |         |
| Litoral              | 1 - 1     | Unión Maestranza | Cancha José Buezo, La Paz | 4 de junio | 11:00   |         |
| ABB                  | 3 - 4     | Chaco Petrolero  | Cancha José Buezo, La Paz | 4 de junio | 13:00   |         |
| Deportivo ICC        | 1 - 3     | LDV Copacabana   | Cancha José Buezo, La Paz | 4 de junio | 15:00   |         |
| Libre: Universitario |           |                  |                           |            |         |         |

| Fecha 5               | Fecha 5   | Fecha 5             | Fecha 5                         | Fecha 5     | Fecha 5 | Fecha 5 |
| Local                 | Resultado | Visitante           | Estadio                         | Fecha       | Hora    |         |
| --------------------- | --------- | ------------------- | ------------------------------- | ----------- | ------- | ------- |
| Chaco Petrolero       | 5 - 2     | Deportivo ICC       | Complejo Calacoto, La Paz       | 11 de junio | 13:00   |         |
| Universitario         | 3 - 2     | Litoral             | Complejo Calacoto, La Paz       | 11 de junio | 15:00   |         |
| Real Palcoma          | 2 - 4     | Virgen de Chijipata | Cancha José Buezo, La Paz       | 11 de junio | 13:00   |         |
| White Star            | 2 - 3     | ABB                 | Cancha José Buezo, La Paz       | 11 de junio | 15:00   |         |
| Deportivo FATIC       | 3 - 0     | Hiska Nacional      | Cosmos 79, El Alto              | 11 de junio | 15:00   |         |
| Unión Maestranza      | 2 - 0     | 31 de Octubre       | Municipal "Jayu P'uchu", Viacha | 12 de junio | 11:00   |         |
| Libre: LDV Copacabana |           |                     |                                 |             |         |         |

| Fecha 6             | Fecha 6   | Fecha 6          | Fecha 6                   | Fecha 6     | Fecha 6 | Fecha 6 |
| Local               | Resultado | Visitante        | Estadio                   | Fecha       | Hora    |         |
| ------------------- | --------- | ---------------- | ------------------------- | ----------- | ------- | ------- |
| ABB                 | 6 - 0     | Real Palcoma     | Complejo Calacoto, La Paz | 18 de junio | 11:00   |         |
| Deportivo ICC       | 1 - 3     | White Star       | Complejo Calacoto, La Paz | 18 de junio | 13:00   |         |
| Virgen de Chijipata | 3 - 2     | Deportivo FATIC  | Complejo Calacoto, La Paz | 18 de junio | 15:00   |         |
| Hiska Nacional      | 4 - 1     | Unión Maestranza | Cancha José Buezo, La Paz | 18 de junio | 11:00   |         |
| 31 de Octubre       | 0 - 2     | Universitario    | Cancha José Buezo, La Paz | 18 de junio | 13:00   |         |
| LDV Copacabana      | 1 - 2     | Chaco Petrolero  | Cancha José Buezo, La Paz | 18 de junio | 15:00   |         |
| Libre: Litoral      |           |                  |                           |             |         |         |

| Fecha 7                | Fecha 7   | Fecha 7             | Fecha 7                         | Fecha 7     | Fecha 7 | Fecha 7 |
| Local                  | Resultado | Visitante           | Estadio                         | Fecha       | Hora    |         |
| ---------------------- | --------- | ------------------- | ------------------------------- | ----------- | ------- | ------- |
| Deportivo FATIC        | 1 - 0     | ABB                 | Cosmos 79, El Alto              | 25 de junio | 11:00   |         |
| White Star             | 3 - 0     | LDV Copacabana      | Complejo Calacoto, La Paz       | 25 de junio | 13:00   |         |
| Real Palcoma           | 2 - 1     | Deportivo ICC       | Cancha José Buezo, La Paz       | 25 de junio | 13:00   |         |
| Litoral                | 0 - 0     | 31 de Octubre       | Cancha José Buezo, La Paz       | 25 de junio | 15:00   |         |
| Unión Maestranza       | 2 - 1     | Virgen de Chijipata | Municipal "Jayu P'uchu", Viacha | 26 de junio | 11:00   |         |
| Universitario          | 1 - 2     | Hiska Nacional      | Complejo Calacoto, La Paz       | 6 de julio  | 15:00   |         |
| Libre: Chaco Petrolero |           |                     |                                 |             |         |         |

| Fecha 8              | Fecha 8   | Fecha 8          | Fecha 8                                        | Fecha 8    | Fecha 8 | Fecha 8 |
| Local                | Resultado | Visitante        | Estadio                                        | Fecha      | Hora    |         |
| -------------------- | --------- | ---------------- | ---------------------------------------------- | ---------- | ------- | ------- |
| Hiska Nacional       | 0 - 1     | Litoral          | Complejo Calacoto, La Paz                      | 9 de julio | 11:00   |         |
| ABB                  | 5 - 1     | Unión Maestranza | Complejo Calacoto, La Paz                      | 9 de julio | 13:00   |         |
| Virgen de Chijipata  | 0 - 0     | Universitario    | Complejo Calacoto, La Paz                      | 9 de julio | 15:00   |         |
| Deportivo ICC        | 3 - 3     | Deportivo FATIC  | Cancha José Buezo, La Paz                      | 9 de julio | 13:00   |         |
| LDV Copacabana       | 3 - 2     | Real Palcoma     | Cancha José Buezo, La Paz                      | 9 de julio | 15:00   |         |
| Chaco Petrolero      | 1 - 1     | White Star       | Complejo Deportivo de Ciudad Satélite, El Alto | 9 de julio | 15:30   |         |
| Libre: 31 de Octubre |           |                  |                                                |            |         |         |

| Fecha 9           | Fecha 9   | Fecha 9             | Fecha 9                                  | Fecha 9     | Fecha 9 | Fecha 9 |
| Local             | Resultado | Visitante           | Estadio                                  | Fecha       | Hora    |         |
| ----------------- | --------- | ------------------- | ---------------------------------------- | ----------- | ------- | ------- |
| Real Palcoma      | 1 - 2     | Chaco Petrolero     | Complejo Calacoto, La Paz                | 16 de julio | 15:00   |         |
| Litoral           | 1 - 3     | Virgen de Chijipata | Cancha José Buezo, La Paz                | 16 de julio | 15:00   |         |
| 31 de Octubre     | 1 - 0     | Hiska Nacional      | Complejo 31 de Octubre, Aranjuez, La Paz | 17 de julio | 11:00   |         |
| Unión Maestranza  | 2 - 1     | Deportivo ICC       | Municipal "Jayu P'uchu", Viacha          | 17 de julio | 11:00   |         |
| Universitario     | 6 - 4     | ABB                 | Complejo Calacoto, La Paz                | 17 de julio | 13:00   |         |
| Deportivo FATIC   | 3 - 0     | LDV Copacabana      | Cosmos 79, El Alto                       | 17 de julio | 15:00   |         |
| Libre: White Star |           |                     |                                          |             |         |         |

| Fecha 10              | Fecha 10  | Fecha 10         | Fecha 10                                       | Fecha 10    | Fecha 10 | Fecha 10 |
| Local                 | Resultado | Visitante        | Estadio                                        | Fecha       | Hora     |          |
| --------------------- | --------- | ---------------- | ---------------------------------------------- | ----------- | -------- | -------- |
| Virgen de Chijipata   | 4 - 2     | 31 de Octubre    | Complejo Calacoto, La Paz                      | 23 de julio | 11:00    |          |
| LDV Copacabana        | 0 - 0     | Unión Maestranza | Complejo Calacoto, La Paz                      | 23 de julio | 13:00    |          |
| ABB                   | 5 - 3     | Litoral          | Complejo Calacoto, La Paz                      | 23 de julio | 15:00    |          |
| White Star            | 3 - 2     | Real Palcoma     | Cancha José Buezo, La Paz                      | 23 de julio | 13:00    |          |
| Deportivo ICC         | 1 - 3     | Universitario    | Cancha José Buezo, La Paz                      | 23 de julio | 15:00    |          |
| Chaco Petrolero       | 0 - 4     | Deportivo FATIC  | Complejo Deportivo de Ciudad Satélite, El Alto | 23 de julio | 15:30    |          |
| Libre: Hiska Nacional |           |                  |                                                |             |          |          |

| Fecha 11            | Fecha 11  | Fecha 11            | Fecha 11                                 | Fecha 11    | Fecha 11 | Fecha 11 |
| Local               | Resultado | Visitante           | Estadio                                  | Fecha       | Hora     |          |
| ------------------- | --------- | ------------------- | ---------------------------------------- | ----------- | -------- | -------- |
| Universitario       | 1 - 1     | LDV Copacabana      | Complejo Calacoto, La Paz                | 30 de julio | 11:00    |          |
| Hiska Nacional      | 3 - 2     | Virgen de Chijipata | Complejo Calacoto, La Paz                | 30 de julio | 13:00    |          |
| Litoral             | 1 - 2     | Deportivo ICC       | Complejo Calacoto, La Paz                | 30 de julio | 15:00    |          |
| Deportivo FATIC     | 6 - 2     | White Star          | Cosmos 79, El Alto                       | 30 de julio | 11:00    |          |
| 31 de Octubre       | 1 - 4     | ABB                 | Complejo 31 de Octubre, Aranjuez, La Paz | 30 de julio | 13:00    |          |
| Unión Maestranza    | 1 - 3     | Chaco Petrolero     | Municipal "Jayu P'uchu", Viacha          | 31 de julio | 11:00    |          |
| Libre: Real Palcoma |           |                     |                                          |             |          |          |

| Fecha 12                   | Fecha 12  | Fecha 12         | Fecha 12                                 | Fecha 12                      | Fecha 12 | Fecha 12 |
| Local                      | Resultado | Visitante        | Estadio                                  | Fecha                         | Hora     |          |
| -------------------------- | --------- | ---------------- | ---------------------------------------- | ----------------------------- | -------- | -------- |
| LDV Copacabana             | 1 - 0     | Litoral          | Complejo Calacoto, La Paz                | 6 de agosto                   | 9:00     |          |
| Chaco Petrolero            | 2 - 2     | Universitario    | Complejo Calacoto, La Paz                | 6 de agosto                   | 11:00    |          |
| Deportivo ICC              | 3 - 2     | 31 de Octubre    | Complejo 31 de Octubre, Aranjuez, La Paz | 6 de agosto                   | 13:00    |          |
| Real Palcoma               | 1 - 3     | Deportivo FATIC  | Complejo Calacoto, La Paz                | 24 de Agosto (Reprogramación) | 11:00    |          |
| ABB                        | 1 - 0     | Hiska Nacional   | Complejo Calacoto, La Paz                | 24 de Agosto (Reprogramación) | 13:00    |          |
| White Star                 | 3 - 1     | Unión Maestranza | Complejo Calacoto, La Paz                | 24 de Agosto (Reprogramación) | 15:00    |          |
| Libre: Virgen de Chijipata |           |                  |                                          |                               |          |          |

| Fecha 13               | Fecha 13  | Fecha 13        | Fecha 13                                 | Fecha 13                      | Fecha 13 | Fecha 13 |
| Local                  | Resultado | Visitante       | Estadio                                  | Fecha                         | Hora     |          |
| ---------------------- | --------- | --------------- | ---------------------------------------- | ----------------------------- | -------- | -------- |
| Litoral                | 2 - 1     | Chaco Petrolero | Complejo Calacoto, La Paz                | 13 de agosto                  | 9:00     |          |
| Universitario          | 2 - 5     | White Star      | Complejo Calacoto, La Paz                | 13 de agosto                  | 11:00    |          |
| Hiska Nacional         | 7 - 2     | Deportivo ICC   | Complejo Calacoto, La Paz                | 13 de agosto                  | 13:00    |          |
| 31 de Octubre          | 1 - 3     | LDV Copacabana  | Complejo 31 de Octubre, Aranjuez, La Paz | 13 de agosto                  | 13:00    |          |
| Virgen de Chijipata    | 1 - 0     | ABB             | Complejo Calacoto, La Paz                | 31 de Agosto (Reprogramación) | 13:00    |          |
| Unión Maestranza       | 5 - 0     | Real Palcoma    | Municipal "Jayu P'uchu", Viacha          | 31 de Agosto (Reprogramación) | 13:00    |          |
| Libre: Deportivo FATIC |           |                 |                                          |                               |          |          |

| Fecha 14            | Fecha 14  | Fecha 14        | Fecha 14                                 | Fecha 14     | Fecha 14 | Fecha 14 |
| Local               | Resultado | Visitante       | Estadio                                  | Fecha        | Hora     |          |
| ------------------- | --------- | --------------- | ---------------------------------------- | ------------ | -------- | -------- |
| Universitario       | 5 - 0     | Real Palcoma    | Complejo Calacoto, La Paz                | 19 de agosto | 15:00    |          |
| Litoral             | 1 - 3     | White Star      | Complejo Calacoto, La Paz                | 20 de agosto | 11:00    |          |
| Virgen de Chijipata | 1 - 2     | Deportivo ICC   | Complejo Calacoto, La Paz                | 20 de agosto | 13:00    |          |
| Hiska Nacional      | 3 - 3     | LDV Copacabana  | Complejo Calacoto, La Paz                | 20 de agosto | 15:00    |          |
| 31 de Octubre       | 0 - 0     | Chaco Petrolero | Complejo 31 de Octubre, Aranjuez, La Paz | 20 de agosto | 13:00    |          |
| Unión Maestranza    | 0 - 0     | Deportivo FATIC | Municipal "Jayu P'uchu", Viacha          | 21 de agosto | 11:00    |          |
| Libre: ABB          |           |                 |                                          |              |          |          |

| Fecha 15                | Fecha 15  | Fecha 15            | Fecha 15                                       | Fecha 15     | Fecha 15 | Fecha 15 |
| Local                   | Resultado | Visitante           | Estadio                                        | Fecha        | Hora     |          |
| ----------------------- | --------- | ------------------- | ---------------------------------------------- | ------------ | -------- | -------- |
| LDV Copacabana          | 1 - 0     | Virgen de Chijipata | Complejo Calacoto, La Paz                      | 27 de agosto | 11:00    |          |
| White Star              | 2 - 0     | 31 de Octubre       | Complejo Calacoto, La Paz                      | 27 de agosto | 13:00    |          |
| Real Palcoma            | 2 - 1     | Litoral             | Complejo Calacoto, La Paz                      | 27 de agosto | 15:00    |          |
| Chaco Petrolero         | 4 - 1     | Hiska Nacional      | Complejo Deportivo de Ciudad Satélite, El Alto | 27 de agosto | 15:30    |          |
| Deportivo FATIC         | 8 - 1     | Universitario       | Cosmos 79, El Alto                             | 31 de agosto | 15:00    |          |
| Deportivo ICC           | 1 - 2     | ABB                 | Complejo 31 de Octubre, Aranjuez, La Paz       |              |          |          |
| Libre: Unión Maestranza |           |                     |                                                |              |          |          |

| Fecha 16             | Fecha 16  | Fecha 16         | Fecha 16                                       | Fecha 16        | Fecha 16 | Fecha 16 |
| Local                | Resultado | Visitante        | Estadio                                        | Fecha           | Hora     |          |
| -------------------- | --------- | ---------------- | ---------------------------------------------- | --------------- | -------- | -------- |
| Universitario        | 2 - 2     | Unión Maestranza | Complejo Calacoto, La Paz                      | 3 de septiembre | 9:00     |          |
| Litoral              | 1 - 4     | Deportivo FATIC  | Complejo Calacoto, La Paz                      | 3 de septiembre | 11:00    |          |
| Hiska Nacional       | 1 - 0     | White Star       | Complejo Calacoto, La Paz                      | 3 de septiembre | 13:00    |          |
| Virgen de Chijipata  | 2 - 0     | Chaco Petrolero  | Complejo Calacoto, La Paz                      | 3 de septiembre | 15:00    |          |
| 31 de Octubre        | 3 - 1     | Real Palcoma     | Complejo 31 de Octubre, Aranjuez, La Paz       | 3 de septiembre | 13:00    |          |
| ABB                  | 4 - 0     | LDV Copacabana   | Complejo Deportivo de Ciudad Satélite, El Alto |                 |          |          |
| Libre: Deportivo ICC |           |                  |                                                |                 |          |          |

| Fecha 17             | Fecha 17  | Fecha 17            | Fecha 17                        | Fecha 17         | Fecha 17 | Fecha 17 |
| Local                | Resultado | Visitante           | Estadio                         | Fecha            | Hora     |          |
| -------------------- | --------- | ------------------- | ------------------------------- | ---------------- | -------- | -------- |
| Real Palcoma         | 2 - 3     | Hiska Nacional      | Complejo Calacoto, La Paz       | 10 de septiembre | 11:00    |          |
| LDV Copacabana       | 0 - 0     | Deportivo ICC       | Complejo Calacoto, La Paz       | 10 de septiembre | 13:00    |          |
| White Star           | 2 - 1     | Virgen de Chijipata | Complejo Calacoto, La Paz       | 10 de septiembre | 15:00    |          |
| Unión Maestranza     | 7 - 0     | Litoral             | Municipal "Jayu P'uchu", Viacha | 10 de septiembre | 15:00    |          |
| Deportivo FATIC      | 4 - 0     | 31 de Octubre       | Cosmos 79, El Alto              |                  |          |          |
| Chaco Petrolero      | 0 - 3     | ABB                 |                                 |                  |          |          |
| Libre: Universitario |           |                     |                                 |                  |          |          |

| Fecha 18              | Fecha 18  | Fecha 18         | Fecha 18                                 | Fecha 18         | Fecha 18 | Fecha 18 |
| Local                 | Resultado | Visitante        | Estadio                                  | Fecha            | Hora     |          |
| --------------------- | --------- | ---------------- | ---------------------------------------- | ---------------- | -------- | -------- |
| Litoral               | 3 - 2     | Universitario    | Complejo Calacoto, La Paz                | 17 de septiembre | 09:00    |          |
| ABB                   | 2 - 0     | White Star       | Complejo Calacoto, La Paz                | 17 de septiembre | 11:00    |          |
| Virgen de Chijipata   | 2 - 1     | Real Palcoma     | Complejo Calacoto, La Paz                | 17 de septiembre | 13:00    |          |
| Deportivo ICC         | 2 - 2     | Chaco Petrolero  | Complejo Calacoto, La Paz                | 17 de septiembre | 15:00    |          |
| 31 de Octubre         | 2 - 3     | Unión Maestranza | Complejo 31 de Octubre, Aranjuez, La Paz | 17 de septiembre | 13:00    |          |
| Hiska Nacional        | 0 - 3     | Deportivo FATIC  | Complejo Calacoto, La Paz                |                  |          |          |
| Libre: LDV Copacabana |           |                  |                                          |                  |          |          |

| Fecha 19         | Fecha 19  | Fecha 19            | Fecha 19                        | Fecha 19         | Fecha 19 | Fecha 19 |
| Local            | Resultado | Visitante           | Estadio                         | Fecha            | Hora     |          |
| ---------------- | --------- | ------------------- | ------------------------------- | ---------------- | -------- | -------- |
| Universitario    | 5 - 3     | 31 de Octubre       | Complejo Calacoto, La Paz       | 24 de septiembre | 11:00    |          |
| White Star       | 3 - 3     | Deportivo ICC       | Complejo Calacoto, La Paz       | 24 de septiembre | 13:00    |          |
| Chaco Petrolero  | 3 - 0     | LDV Copacabana      | Complejo Calacoto, La Paz       | 24 de septiembre | 15:00    |          |
| Unión Maestranza | 1 - 2     | Hiska Nacional      | Municipal "Jayu P'uchu", Viacha | 24 de septiembre | 13:00    |          |
| Deportivo FATIC  | 1 - 1     | Virgen de Chijipata | Cosmos 79, El Alto              | 24 de septiembre | 15:00    |          |
| Real Palcoma     | 1 - 4     | ABB                 | Complejo Calacoto, La Paz       |                  |          |          |
| Libre: Litoral   |           |                     |                                 |                  |          |          |

| Fecha 20               | Fecha 20  | Fecha 20         | Fecha 20                                 | Fecha 20       | Fecha 20 | Fecha 20 |
| Local                  | Resultado | Visitante        | Estadio                                  | Fecha          | Hora     |          |
| ---------------------- | --------- | ---------------- | ---------------------------------------- | -------------- | -------- | -------- |
| Deportivo ICC          | 3 - 3     | Real Palcoma     | Complejo Calacoto, La Paz                | 1 de octubre   | 09:00    |          |
| Virgen de Chijipata    | 3 - 3     | Unión Maestranza | Complejo Calacoto, La Paz                | 1 de octubre   | 11:00    |          |
| Hiska Nacional         | 2 - 2     | Universitario    | Complejo Calacoto, La Paz                | 1 de octubre   | 13:00    |          |
| LDV Copacabana         | 3 - 0     | White Star       | Complejo Calacoto, La Paz                | 1 de octubre   | 15:00    |          |
| 31 de Octubre          | 3 - 1     | Litoral          | Complejo 31 de Octubre, Aranjuez, La Paz | 1 de octubre   | 13:00    |          |
| ABB                    | 0 - 2     | Deportivo FATIC  | Cancha José Buezo, La Paz                | 2 de Noviembre | 10:00    |          |
| Libre: Chaco Petrolero |           |                  |                                          |                |          |          |

| Fecha 21             | Fecha 21  | Fecha 21            | Fecha 21                        | Fecha 21     | Fecha 21 | Fecha 21 |
| Local                | Resultado | Visitante           | Estadio                         | Fecha        | Hora     |          |
| -------------------- | --------- | ------------------- | ------------------------------- | ------------ | -------- | -------- |
| Litoral              | 4 - 4     | Hiska Nacional      | Complejo Calacoto, La Paz       | 8 de Octubre | 09:00    |          |
| Real Palcoma         | 1 - 1     | LDV Copacabana      | Complejo Calacoto, La Paz       | 8 de Octubre | 11:00    |          |
| Universitario        | 3 - 1     | Virgen de Chijipata | Complejo Calacoto, La Paz       | 8 de Octubre | 13:00    |          |
| White Star           | 1 - 3     | Chaco Petrolero     | Complejo Calacoto, La Paz       | 8 de Octubre | 15:00    |          |
| Deportivo FATIC      | 6 - 0     | Deportivo ICC       | Cosmos 79, El Alto              | Noviembre    |          |          |
| Unión Maestranza     | 0 - 4     | ABB                 | Municipal "Jayu P'uchu", Viacha | Noviembre    |          |          |
| Libre: 31 de Octubre |           |                     |                                 |              |          |          |

| Fecha 22            | Fecha 22  | Fecha 22         | Fecha 22                                       | Fecha 22      | Fecha 22 | Fecha 22 |
| Local               | Resultado | Visitante        | Estadio                                        | Fecha         | Hora     |          |
| ------------------- | --------- | ---------------- | ---------------------------------------------- | ------------- | -------- | -------- |
| Deportivo ICC       | 2 - 2     | Unión Maestranza | Complejo Calacoto, La Paz                      | 15 de Octubre | 09:00    |          |
| Virgen de Chijipata | 4 - 2     | Litoral          | Complejo Calacoto, La Paz                      | 15 de Octubre | 11:00    |          |
| ABB                 | 2 - 1     | Universitario    | Complejo Calacoto, La Paz                      | 15 de Octubre | 13:00    |          |
| Hiska Nacional      | 2 - 1     | 31 de Octubre    | Complejo Calacoto, La Paz                      | 15 de Octubre | 15:00    |          |
| Chaco Petrolero     | 1 - 2     | Real Palcoma     | Complejo Deportivo de Ciudad Satélite, El Alto | 15 de Octubre | 15:00    |          |
| LDV Copacabana      | 0 - 0     | Deportivo FATIC  | Complejo Calacoto, La Paz                      | Noviembre     |          |          |
| Libre: White Star   |           |                  |                                                |               |          |          |

| Fecha 23              | Fecha 23  | Fecha 23            | Fecha 23                                 | Fecha 23       | Fecha 23 | Fecha 23 |
| Local                 | Resultado | Visitante           | Estadio                                  | Fecha          | Hora     |          |
| --------------------- | --------- | ------------------- | ---------------------------------------- | -------------- | -------- | -------- |
| Universitario         | 5 - 2     | Deportivo ICC       | Complejo Calacoto, La Paz                | 5 de Noviembre | 10:00    |          |
| Real Palcoma          | 3 - 3     | White Star          | Complejo Calacoto, La Paz                | 5 de Noviembre | 14:00    |          |
| Litoral               | 2 - 3     | ABB                 | Complejo Calacoto, La Paz                | 5 de Noviembre | 16:00    |          |
| 31 de Octubre         | 0 - 2     | Virgen de Chijipata | Complejo 31 de Octubre, Aranjuez, La Paz | 5 de Noviembre | 13:00    |          |
| Deportivo FATIC       | 2 - 2     | Chaco Petrolero     | Cosmos 79, El Alto                       | 5 de Noviembre | 16:00    |          |
| Unión Maestranza      | 3 - 2     | LDV Copacabana      | Municipal "Jayu P'uchu", Viacha          | 6 de Noviembre | 15:00    |          |
| Libre: Hiska Nacional |           |                     |                                          |                |          |          |

| Fecha 24            | Fecha 24  | Fecha 24         | Fecha 24                                       | Fecha 24        | Fecha 24 | Fecha 24 |
| Local               | Resultado | Visitante        | Estadio                                        | Fecha           | Hora     |          |
| ------------------- | --------- | ---------------- | ---------------------------------------------- | --------------- | -------- | -------- |
| Deportivo ICC       | 2 - 2     | Litoral          | Complejo Calacoto, La Paz                      | 12 de Noviembre | 08:00    |          |
| LDV Copacabana      | 0 - 2     | Universitario    | Complejo Calacoto, La Paz                      | 12 de Noviembre | 10:00    |          |
| ABB                 | 3 - 1     | 31 de Octubre    | Complejo Calacoto, La Paz                      | 12 de Noviembre | 12:00    |          |
| White Star          | 0 - 3     | Deportivo FATIC  | Complejo Calacoto, La Paz                      | 12 de Noviembre | 14:00    |          |
| Virgen de Chijipata | 0 - 0     | Hiska Nacional   | Complejo Calacoto, La Paz                      | 12 de Noviembre | 16:00    |          |
| Chaco Petrolero     | 5 - 0     | Unión Maestranza | Complejo Deportivo de Ciudad Satélite, El Alto | 12 de Noviembre | 15:00    |          |
| Libre: Real Palcoma |           |                  |                                                |                 |          |          |

| Fecha 25                   | Fecha 25  | Fecha 25        | Fecha 25                                 | Fecha 25        | Fecha 25 | Fecha 25 |
| Local                      | Resultado | Visitante       | Estadio                                  | Fecha           | Hora     |          |
| -------------------------- | --------- | --------------- | ---------------------------------------- | --------------- | -------- | -------- |
| Litoral                    | 3 - 2     | LDV Copacabana  | Complejo Calacoto, La Paz                | 19 de Noviembre | 11:00    |          |
| Universitario              | 0 - 0     | Chaco Petrolero | Complejo Calacoto, La Paz                | 19 de Noviembre | 13:00    |          |
| Hiska Nacional             | 0 - 1     | ABB             | Complejo Calacoto, La Paz                | 19 de Noviembre | 15:00    |          |
| 31 de Octubre              | 0 - 1     | Deportivo ICC   | Complejo 31 de Octubre, Aranjuez, La Paz | 19 de Noviembre | 13:00    |          |
| Deportivo FATIC            | 7 - 1     | Real Palcoma    | Cosmos 79, El Alto                       | 19 de Noviembre | 16:00    |          |
| Unión Maestranza           | 0 - 1     | White Star      | Municipal "Jayu P'uchu", Viacha          | 20 de Noviembre | 10:00    |          |
| Libre: Virgen de Chijipata |           |                 |                                          |                 |          |          |

| Fecha 26               | Fecha 26  | Fecha 26            | Fecha 26                                       | Fecha 26        | Fecha 26 | Fecha 26 |
| Local                  | Resultado | Visitante           | Estadio                                        | Fecha           | Hora     |          |
| ---------------------- | --------- | ------------------- | ---------------------------------------------- | --------------- | -------- | -------- |
| White Star             | 4 - 2     | Universitario       | Complejo Calacoto, La Paz                      | 26 de Noviembre | 14:00    |          |
| Deportivo ICC          | 3 - 1     | Hiska Nacional      | Complejo Calacoto, La Paz                      | 26 de Noviembre | 16:00    |          |
| Chaco Petrolero        | 5 - 1     | Litoral             | Complejo Deportivo de Ciudad Satélite, El Alto | 26 de Noviembre | 16:00    |          |
| ABB                    | 4 - 0     | Virgen de Chijipata | Cancha José Buezo, La Paz                      | 26 de Noviembre | 16:00    |          |
| LDV Copacabana         | 0 - 1     | 31 de Octubre       | Complejo 31 de Octubre, Aranjuez, La Paz       | 26 de Noviembre | 16:00    |          |
| Real Palcoma           | 3 - 1     | Unión Maestranza    | Complejo Lopez Maruzzi                         | 26 de Noviembre | 16:00    |          |
| Libre: Deportivo FATIC |           |                     |                                                |                 |          |          |

## Campeón
|                                    |
|                                    |
| Campeón Deportivo FATIC 5.º título |
|                                    |

## Promoción
| 19 de diciembre de 2022, 10:00 | El Tejar                        | 4:1     | 31 de Octubre | Complejo Calacoto, La Paz |  |
|                                | Condori 8' 52' 93' · Chambi 35' | Reporte | 65' Quispe    |                           |  |

| 22 de diciembre de 2022, 10:00 | 31 de Octubre | 1:1     | El Tejar    | Aranjuez, La Paz |  |
|                                | Álvarez 13'   | Reporte | Aduviri 84' |                  |  |